# Las Casuarinas (San Juan)
Las Casuarinas o Villa Borjas es una localidad del sur de la provincia de San Juan en Argentina, dentro del departamento Veinticinco de Mayo. Las Casuarinas es el nombre de la estación de ferrocarril, actualmente inactiva, y aunque el nombre de la localidad es Villa Borjas, localmente se la conoce por el nombre de la estación.
Es la segunda localidad en importancia del departamento, por detrás de Villa Santa Rosa, y la única junto con esta en tener una adecuada red de servicios.

## Infraestructura y transporte
Se encuentra en el cruce entre la Ruta Provincial 279 también conocida como calle 10— y la avenida San Martín, ambas asfaltadas. La primera la vincula al este con la Ruta Nacional 20, y la segunda con Villa Santa Rosa. Las líneas 19 y 22 de colectivos prestan servicio diario que la vinculan con las ciudades de San Juan y Caucete.
Los comercios se encuentran sobre la mencionada avenida San Martín; no cuenta con bancos pero sí con un centro de pago de servicios e impuestos.
Cuenta con establecimiento de enseñanza secundaria, centro de salud, y tres establecimientos deportivos.

## Historia
La villa fue fundada por Borja Quiroga de Bustos, quien hizo el loteo y donó los lotes para la plaza, policía, iglesia, etc. El nombre Borjas en plural quizás es una alusión a que ella y una de sus hijas se llamaban Borja. Por entonces ya existía la estación ferroviaria Las Casuarinas (hoy sin uso pues el tren actual es sólo carguero y no se detiene allí), fundada en 1885 en el medio de campos que fueron loteados a principio del siglo y recibían agua del río por canales. La estación en su tiempo servía para que la gente rural de la zona viajara en el tren de pasajeros hasta caucete en donde normalmente tomaban otro tren para la capital de San Juan.   
En 1968 se aprobó un plan de construcción de 8 bodegas regionales en San Juan para productores de vid que no contaran con bodega propia, una de ellas estaría en Las Casuarinas. Tras algunos años con desperfectos, en 1974 la misma fue la primera en ser reparada por ser de interés de la empresa CAVIC, aunque siempre permaneció bajo la órbita provincial.

## Población
En 2001 contraba con 2130 habitantes (Indec, 2001). Para el INDEC forma un aglomerado urbano continuo denominado Villa Borjas - La Chimbera, junto a la localidad de La Chimbera, que el mismo año contaba con 4675 habitantes (Indec, 2001). En 2010 se censaron 5275 personas en el aglomerado conjunto. Es la 7.ª unidad más poblada de la provincia.

## Parroquias de la Iglesia católica en Villa Borjas
| Arquidiócesis | San Juan de Cuyo                    |
| ------------- | ----------------------------------- |
| Parroquia     | Nuestra Señora del Perpetuo Socorro |